# Marie Yanaka
Marie Yanaka 谷中麻里衣 (Yanaka Marie?) (Tokyo, 30 agosto 1990) è una modella giapponese, incoronata quarantatreesima Miss Giappone nel 2011. La Yanaka è una studentessa della facoltà di legge presso la Keio University.